# Erythronychia minor
Erythronychia minor là một loài ruồi trong họ Tachinidae.